# Dobles campeones en MMA
En las artes marciales mixtas, un doble campeón (o campeón simultáneo en los casos en que se ganan los cinturones sin abandonar o perder el otro) es un logro alcanzado por los peleadores en varias categorías.

## Peleadores bicampeones en las principales empresas
| N.º | Nombre            | División        | Título | Defensas | Promoción | Simultaneidad |
| --- | ----------------- | --------------- | ------ | -------- | --------- | ------------- |
| 1   | Randy Couture     | Peso pesado     | 1997   | 0        | UFC       | No            |
| 1   | Randy Couture     | Peso pesado     | 2002   | 2        | UFC       | No            |
| 1   | Randy Couture     | Peso pesado     | 2007   | 1        | UFC       | No            |
| 1   | Randy Couture     | Peso semipesado | 2003   | 0        | UFC       | No            |
| 1   | Randy Couture     | Peso semipesado | 2003   | 0        | UFC       | No            |
| 1   | Randy Couture     | Peso semipesado | 2004   | 0        | UFC       | No            |
| 2   | Dan Henderson     | Peso medio      | 2005   | 0        | PRIDE     | Sí            |
| 2   | Dan Henderson     | Peso wélter     | 2007   | 0        | PRIDE     | Sí            |
| 3   | BJ Penn           | Peso wélter     | 2004   | 0        | UFC       | No            |
| 3   | BJ Penn           | Peso ligero     | 2008   | 3        | UFC       | No            |
| 4   | Joe Warren        | Peso pluma      | 2010   | 0        | Bellator  | No            |
| 4   | Joe Warren        | Peso gallo      | 2014   | 0        | Bellator  | No            |
| 4   | Joe Warren        | Peso gallo      | 2014   | 0        | Bellator  | No            |
| 5   | David Branch      | Peso medio      | 2014   | 1        | WSOF      | Sí            |
| 5   | David Branch      | Peso semipesado | 2015   | 2        | WSOF      | Sí            |
| 6   | Conor McGregor    | Peso pluma      | 2015   | 0        | UFC       | Sí            |
| 6   | Conor McGregor    | Peso pluma      | 2015   | 0        | UFC       | Sí            |
| 6   | Conor McGregor    | Peso ligero     | 2016   | 0        | UFC       | Sí            |
| 7   | Georges St-Pierre | Peso wélter     | 2006   | 0        | UFC       | No            |
| 7   | Georges St-Pierre | Peso wélter     | 2007   | 0        | UFC       | No            |
| 7   | Georges St-Pierre | Peso wélter     | 2008   | 9        | UFC       | No            |
| 7   | Georges St-Pierre | Peso medio      | 2017   | 0        | UFC       | No            |
| 8   | Martin Nguyen     | Peso ligero     | 2017   | 0        | ONE       | Sí            |
| 8   | Martin Nguyen     | Peso pluma      | 2017   | 3        | ONE       | Sí            |
| 9   | Aung La Nsang     | Peso medio      | 2017   | 3        | ONE       | Sí            |
| 9   | Aung La Nsang     | Peso semipesado | 2018   | 1        | ONE       | Sí            |
| 10  | Daniel Cormier    | Peso semipesado | 2015   | 3        | UFC       | Sí            |
| 10  | Daniel Cormier    | Peso pesado     | 2018   | 1        | UFC       | Sí            |
| 11  | Amanda Nunes      | Peso gallo      | 2016   | 5        | UFC       | Sí            |
| 11  | Amanda Nunes      | Peso pluma      | 2018   | 2        | UFC       | Sí            |
| 12  | Ryan Bader        | Peso semipesado | 2017   | 1        | Bellator  | Sí            |
| 12  | Ryan Bader        | Peso pesado     | 2019   | 0        | Bellator  | Sí            |
| 13  | Henry Cejudo      | Peso mosca      | 2018   | 1        | UFC       | Sí            |
| 13  | Henry Cejudo      | Peso gallo      | 2019   | 1        | UFC       | Sí            |
| 14  | Patricio Freire   | Peso ligero     | 2019   | 0        | Bellator  | Sí            |
| 14  | Patricio Freire   | Peso pluma      | 2014   | 2        | Bellator  | Sí            |
| 14  | Patricio Freire   | Peso pluma      | 2017   | 5        | Bellator  | Sí            |
| 15  | Amanda Nunes (2)  | Peso pluma      | 2018   | 2        | UFC       | Sí            |
| 15  | Amanda Nunes (2)  | Peso gallo      | 2022   | 1        | UFC       | Sí            |
| 16  | Reinier de Ridder | Peso medio      | 2020   | 2        | ONE       | Sí            |
| 16  | Reinier de Ridder | Peso semipesado | 2021   | 0        | ONE       | Sí            |
| 17  | Christian Lee     | Peso ligero     | 2022   | 0        | ONE       | Sí            |
| 17  | Christian Lee     | Peso wélter     | 2022   | 0        | ONE       | Sí            |
| 18  | Jon Jones         | Peso semipesado | 2011   | 8        | UFC       | No            |
| 18  | Jon Jones         | Peso semipesado | 2018   | 3        | UFC       | No            |
| 18  | Jon Jones         | Peso pesado     | 2023   | 1        | UFC       | No            |
| 19  | Anatoly Malykhin  | Peso semipesado | 2022   | 0        | ONE       | Sí            |
| 19  | Anatoly Malykhin  | Peso pesado     | 2023   | 0        | ONE       | Sí            |
| 20  | Alex Pereira      | Peso medio      | 2022   | 0        | UFC       | No            |
| 20  | Alex Pereira      | Peso semipesado | 2023   | 3        | UFC       | No            |
| 21  | Larissa Pacheco   | Peso ligero     | 2022   | 0        | PFL       | Sí            |
| 21  | Larissa Pacheco   | Peso pluma      | 2023   | 0        | PFL       | Sí            |
| 22  | Ilia Topuria      | Peso pluma      | 2024   | 1        | UFC       | No            |
| 22  | Ilia Topuria      | Peso ligero     | 2025   | 0        | UFC       | No            |

## Triples campeones
Hasta 2024, aun no existía un peleador que ganase tres cinturones de categoría distintos y obstentarlos simultáneamente. El 1 de marzo de ese año, el ruso Anatoliy Malykhin, que además de ser doble campeón estaba invicto, haría historia al lograr el título de peso mediano en ONE 166 tras vencer al neerlandés Reinier de Ridder con un nocaut técnico en el tercer asalto. Previamente ganó el título interino de peso pesado ante Kirill Grishenko (que luego unificaría al derrotar a Arjan Bhullar) y el de peso semipesado venciendo al mismo Ridder.
| N.º | Nombre            | División        | Título | Defensas | Promoción | Simultaneidad |
| --- | ----------------- | --------------- | ------ | -------- | --------- | ------------- |
| 1   | Anatoliy Malykhin | Peso pesado     | 2022   | 0        | ONE       | Sí            |
| 1   | Anatoliy Malykhin | Peso semipesado | 2022   | 0        | ONE       | Sí            |
| 1   | Anatoliy Malykhin | Peso medio      | 2024   | 0        | ONE       | Sí            |

## Controversias
Algunos expertos argumentan que el hecho de que se unifiquen dos campeonatos podría ser perjudicial para una de las divisiones del doble campeón. Una de las dos divisiones quedaría bloqueada, siendo injusto para los retadores que merecen una oportunidad por la disputa. Esto puede deberse a que los atletas de MMA no pueden competir en períodos cortos de tiempo (salvo raras excepciones que ganan muy rápido y sin lesiones), teniendo un tiempo medio de recuperación y otro tiempo de entrenamiento en el campamento. Estos momentos pueden durar meses: un trimestre o incluso un semestre. A eso se suma que algunos atletas pueden necesitar más tiempo para ajustar su peso, acostumbrándose al nuevo cuerpo, retrasándolo aún más en las disputas por el título de una de las divisiones.